# Gemologia

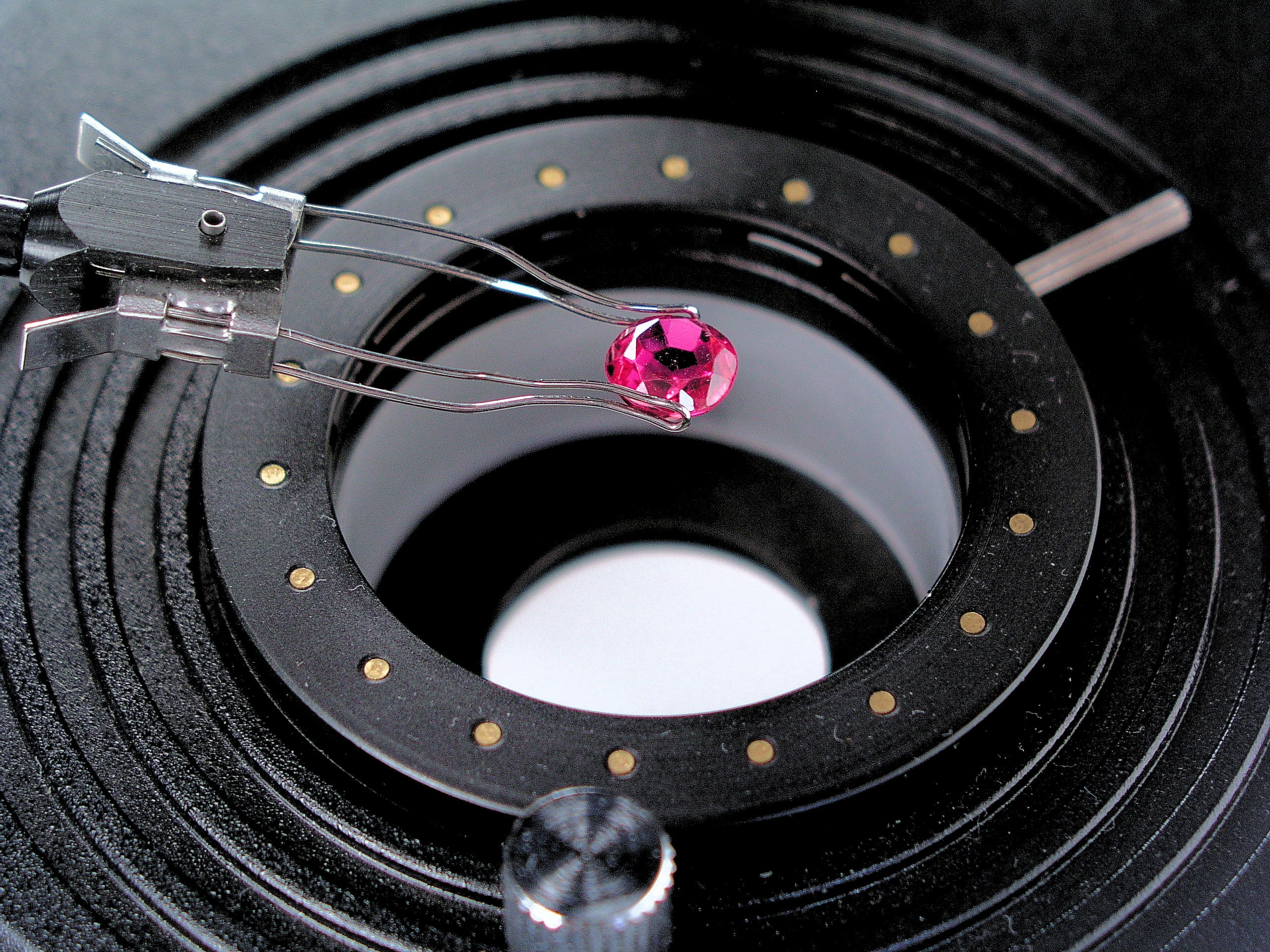
Examinando uma safira rosa sob um microscópio gemológico

A gemologia é a ciência que estuda as "pedras preciosas" naturais e artificiais e seus materiais. É um ramo específico e interdisciplinar da mineralogia, ou seja, estuda gemas e/ou materiais gemológicos, e se dedica ao estudo da identificação e classificação desses materiais .
A ciência inclui o estudo de materiais de origem orgânica ou inorgânica, sejam materiais naturais, tratados, sintéticos  ou  artificiais, utilizados  como  adorno  pessoal  ou  para  decoração  de  ambientes  e  que  movimenta  a  economia  mineral  de  uma  região . 
Um gemólogo é capaz de identificar gemas naturais, sintéticas, artificiais, além de imitações, para os gemólogos e outros profissionais da área, uma pedra é considerada uma gema . Alguns joalheiros (e muitos não-joalheiros) são gemólogos treinados e estão qualificados para identificar e avaliar gemas .

## Mineralogia e Gemologia
A Mineralogia é o estudo dos minerais, que pode ser definida como uma substância natural, sólida, cristalina, frequentemente inorgânica e com composição química definida, mas não necessariamente fixa .
A Gemologia  é a ciência que estuda a origem, os processos de identificação e os diversos aproveitamentos dos materiais  gemológicos. Um  mineral  que  pode  ser  lapidado  e  que  apresenta  um  conjunto  de  características  específicas é considerado “gemológico”. Aproximadamente,  apenas  2%  dos  minerais  possuem  estas  qualidades .

## Exemplos de materiais gemológicos
- Origem mineral: turmalina, quartzo, esmeralda, rubi, diamante.
- Origem animal: marfim, pérola.
- Origem vegetal: âmbar.
- Origem sintética: zircônia.

## Gema e material gemológico
Apenas quando os materiais gemológicos são lapidados poderão ser chamados de “gemas” , no entanto, ainda não há um consenso para o uso da terminologia. Portanto é  prudente  e  recomendado  o  uso  do  termo  acompanhado  pela  origem  da  gema,  como  gema  natural, gema sintética, entre outros e não gema apenas .

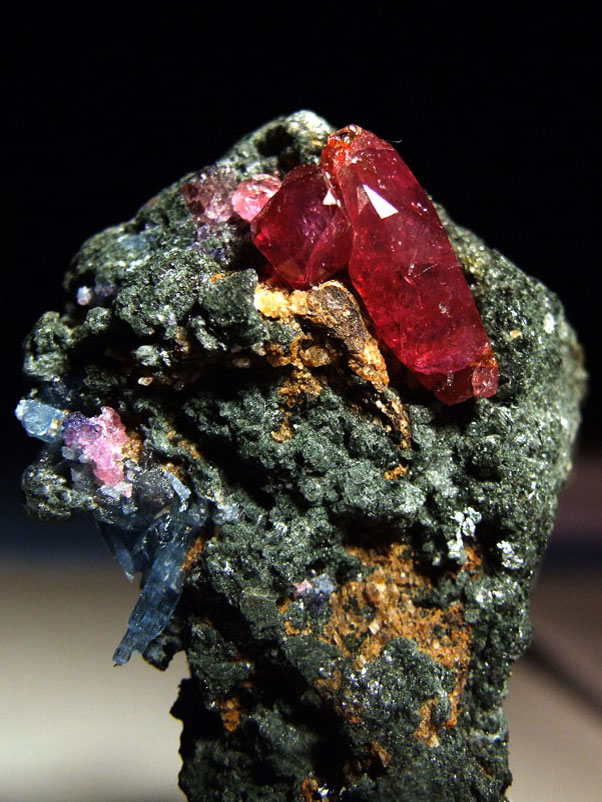
Mineral bruto de Rubi encontrado na Tanzania.

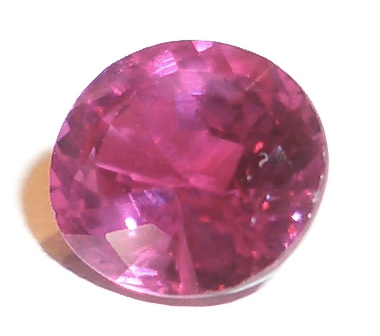
Mineral lapidado de rubi.

## História
A educação rudimentar em gemologia para joalheiros e gemologistas começou no século XIX, mas as primeiras qualificações foram instauradas após a Associação Nacional de Ourives da Grã-Bretanha (NAG) estabelecer um Comitê Gemológico para esse fim em 1908. Este comitê evoluiu para a Associação Gemológica da Grã-Bretanha (também conhecida como Gem-A), que agora é uma instituição de caridade educacional e um órgão certificador credenciado, com seus cursos oferecidos em todo o mundo.
O primeiro graduado do curso de diploma da Gem-A nos Estados Unidos, em 1929, foi Robert Shipley, que mais tarde fundou tanto o Instituto Gemológico da América quanto a Sociedade Americana de Gemas. Atualmente, existem várias escolas profissionais e associações de gemologistas, além de programas de certificação ao redor do mundo.
O primeiro laboratório gemológico a servir o comércio de joias foi estabelecido em Londres em 1925, impulsionado pelo influxo da recém-desenvolvida "pérola cultivada" e pelos avanços na síntese de rubis e safiras. Atualmente, existem inúmeros laboratórios gemológicos ao redor do mundo, que exigem equipamentos e experiência cada vez mais avançados para identificar os novos desafios – como tratamentos de gemas, novos sintéticos e outros novos materiais. 

### Ensino superior
No Brasil a Universidade Federal do Espírito Santo (UFES), desde 2009, possui o único curso a nível de bacharelado em gemologia do país .

## Estudo
É muitas vezes difícil obter uma avaliação especializada de um laboratório neutro. Análises e estimativas no comércio de pedras preciosas geralmente precisam ser feitas no local. Gemologistas profissionais e compradores de pedras preciosas usam laboratórios móveis, que reúnem todos os instrumentos necessários em uma maleta de viagem. Esses chamados "laboratórios de viagem" possuem até mesmo sua própria fonte de energia, o que os torna independentes de infraestrutura. Eles também são adequados para expedições gemológicas.
As pedras preciosas são basicamente categorizadas com base na sua estrutura cristalina, gravidade específica, índice de refração e outras propriedades ópticas, como o pleocroísmo. A propriedade física de "dureza" é definida pela escala irregular de dureza mineral de Mohs.
Os gemologistas estudam esses fatores ao avaliar ou estimar o valor de gemas lapidadas e polidas. O estudo microscópico gemológico da estrutura interna é usado para determinar se uma gema é sintética ou natural, revelando inclusões fluidas naturais ou cristais exógenos parcialmente derretidos que indicam tratamento térmico para melhorar a cor.
A análise espectroscópica de gemas lapidadas também permite que o gemologista entenda a estrutura atômica e identifique sua origem, o que é um fator importante na avaliação de uma pedra preciosa. Por exemplo, um rubi de Myanmar (Birmânia) apresentará uma variação definitiva de atividade óptica e interna em relação a um rubi tailandês.
Quando as pedras preciosas estão em estado bruto, o gemologista estuda a estrutura externa, a rocha hospedeira e a associação mineral, bem como a cor natural e polida. Inicialmente, a pedra é identificada por sua cor, índice de refração, caráter óptico, gravidade específica e exame das características internas sob ampliação.

## Instrumentos gemológicos
Os gemologistas usam uma variedade de ferramentas e equipamentos que permitem a realização de testes precisos para identificar uma pedra preciosa por suas características e propriedades específicas.
Isso inclui:
- Lupa 10× corrigida
- Microscópio
- Refratômetro
  - Filtro polarizador
  - Ocular de aumento

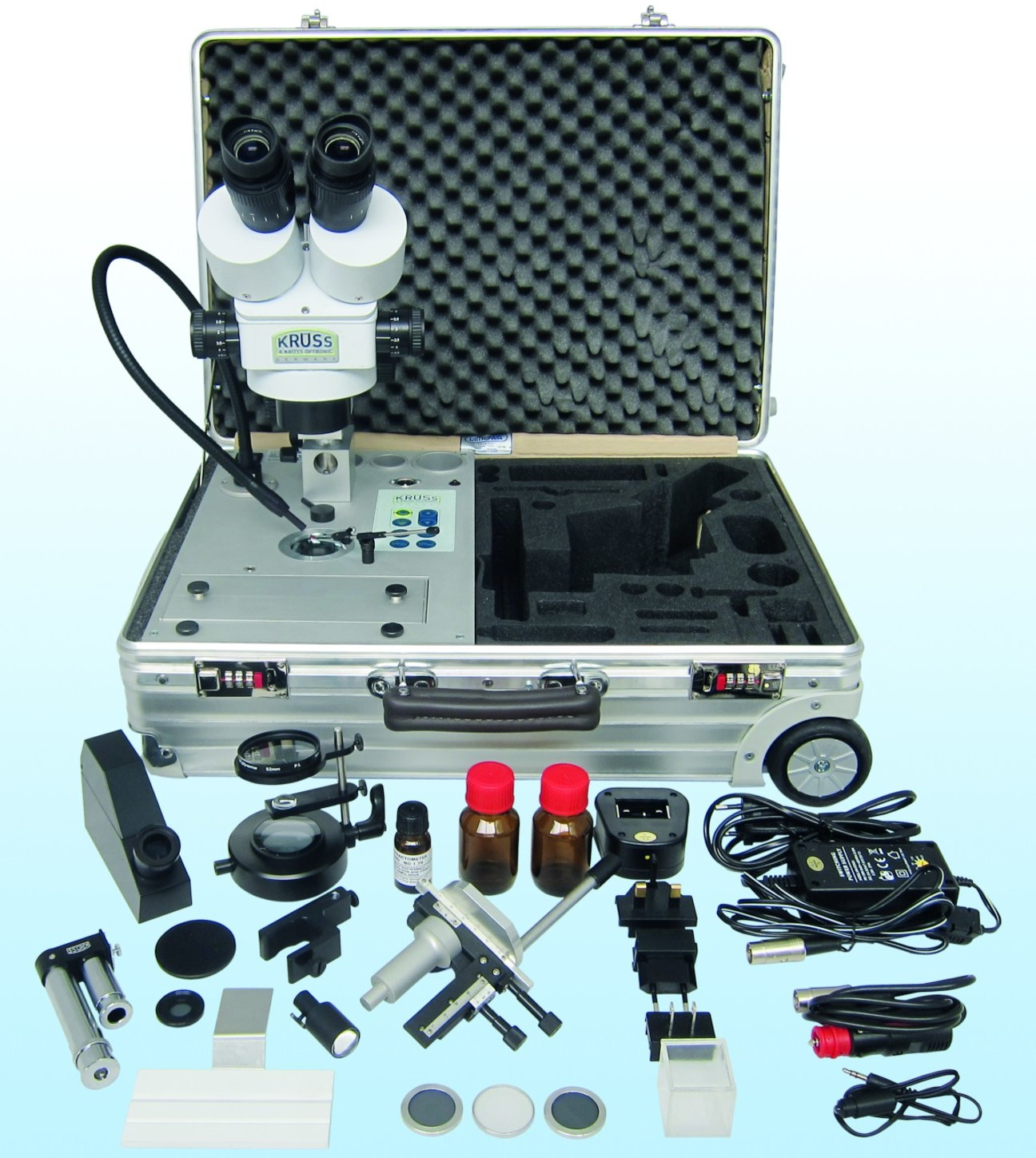
Laboratório de viagem gemológico KA52KRS

  - Líquido de contato para RI (índice de refração) até 1,81
- Polariscópio
  - Esfera de figura óptica
- Dicroscópio
- Espectroscópio (portátil ou de mesa)
- Caneta-lanterna
- Pinças
- Tecido de pedra
- Filtro de cor
- Célula de imersão
- Lâmpada ultravioleta

## Identificação geral de gemas

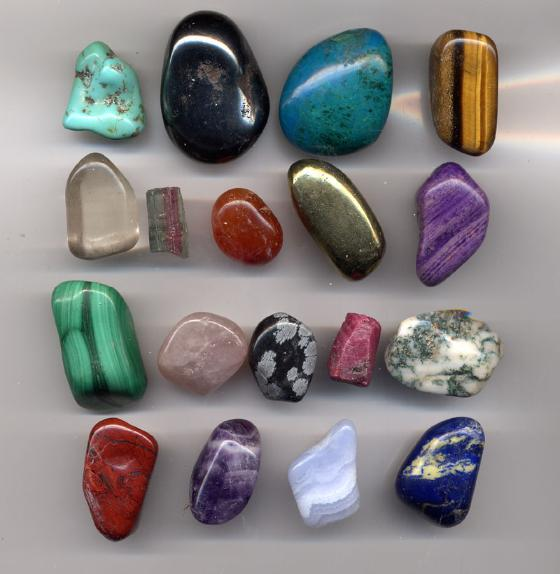
Uma seleção de pedras ornamentais não preciosas feitas pela trituração de seixos brutos com grãos abrasivos em um tambor rotativo. O maior seixo aqui tem 40 mm longo.

A identificação de gemas é basicamente um processo de eliminação. Pedras preciosas de cor similar passam por testes ópticos não destrutivos até que reste apenas uma possível identidade.
Qualquer teste isolado é quase sempre apenas indicativo. Por exemplo: a gravidade específica do rubi é 4,00; do vidro, entre 3,15 e 4,20; e da zircônia cúbica, entre 5,6 e 5,9. Assim, é possível diferenciar facilmente a zircônia cúbica das outras duas; no entanto, há sobreposição entre rubi e vidro.
Como ocorre com todos os materiais naturalmente formados, não existem duas gemas idênticas. O ambiente geológico em que são criadas influencia o processo geral, de modo que, embora as características básicas possam ser identificadas, a presença de "impurezas" químicas e substituições, junto com imperfeições estruturais, cria "indivíduos" únicos.

### Identificação pelo índice de refração

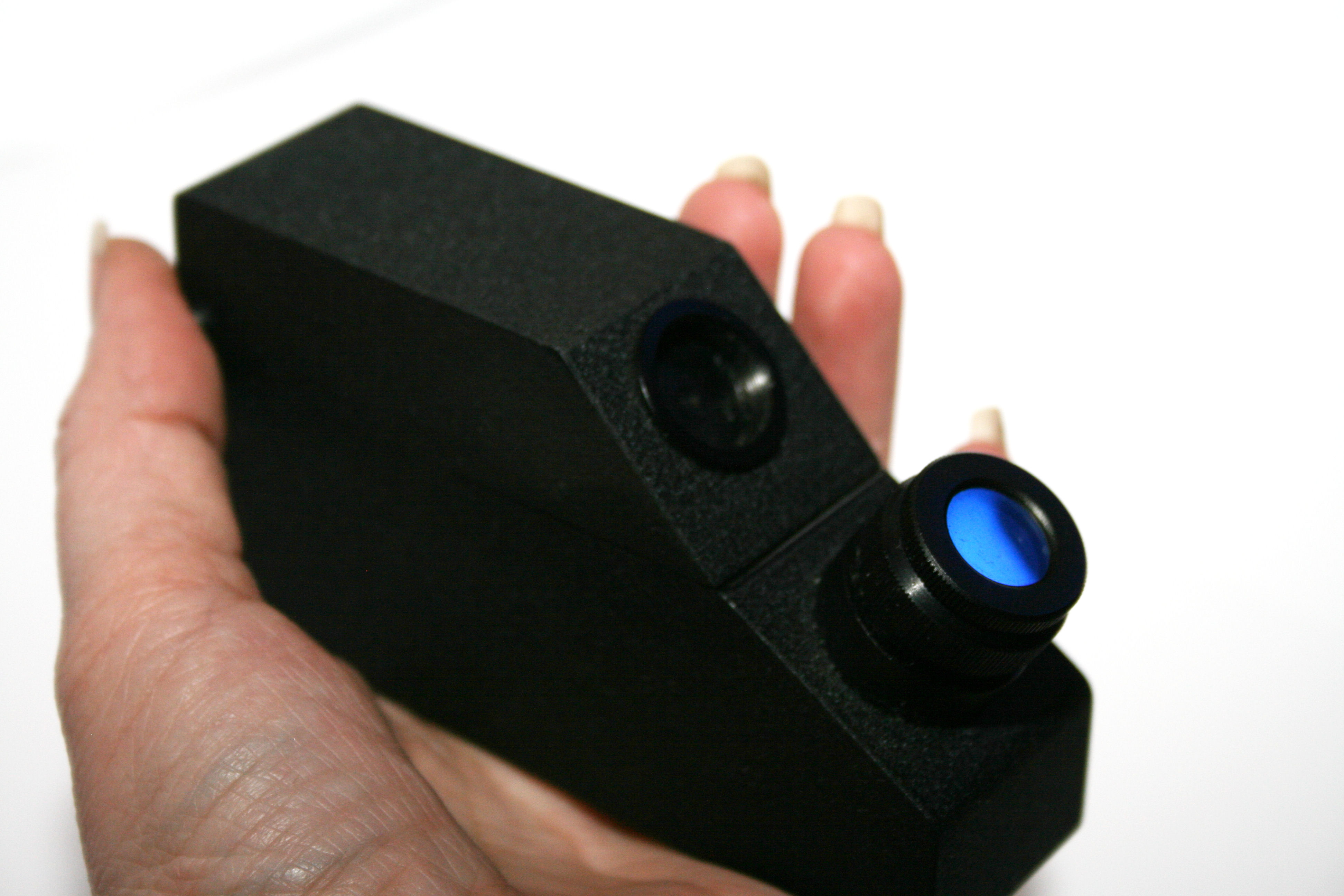
Refratômetro portátil tradicional

Um teste para determinar a identidade da gema é medir a refração da luz na gema. Essencialmente, quando a luz passa de um meio para outro, ela se curva. A luz azul se curva mais que a luz vermelha. O quanto a luz se curva varia dependendo do mineral da gema.
Todo material possui um ângulo de reflexão total, acima do qual a luz é refletida internamente. Esse ângulo pode ser medido e, assim, usado para determinar a identidade da gema. Normalmente, essa medição é feita com um refratômetro, embora seja possível medi-la usando um microscópio.

### Identificação por gravidade específica
A gravidade específica, também conhecida como densidade relativa, varia dependendo da composição química e do tipo de estrutura cristalina. Líquidos pesados com gravidade específica conhecida são usados para testar pedras preciosas soltas.
A gravidade específica é medida comparando o peso da gema no ar com o peso da gema suspensa na água.

### Identificação por espectroscopia
Este método usa um princípio semelhante ao de um prisma para separar a luz branca em suas cores componentes. Um espectroscópio gemológico é empregado para analisar a absorção seletiva de luz no material da gema. Os agentes corantes ou cromóforos mostram bandas no espectroscópio e indicam qual elemento é responsável pela cor da gema.

### Identificação por inclusões

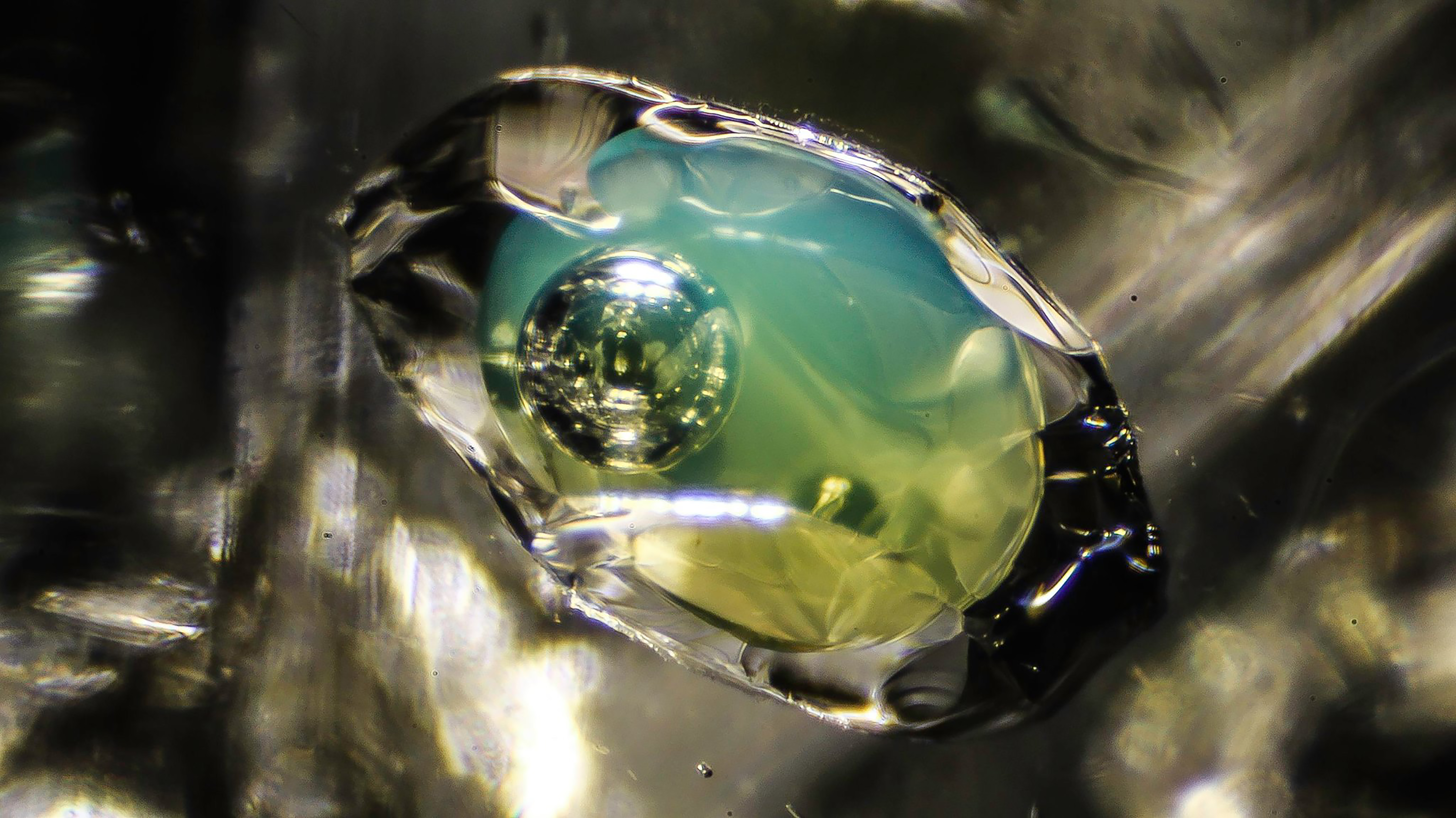
Três fases de inclusão em quartzo de cristal de rocha

As inclusões podem ajudar os gemologistas a determinar se uma pedra preciosa é natural, sintética ou tratada (ou seja, fraturada ou aquecida).

### Identificação por falhas e estrias

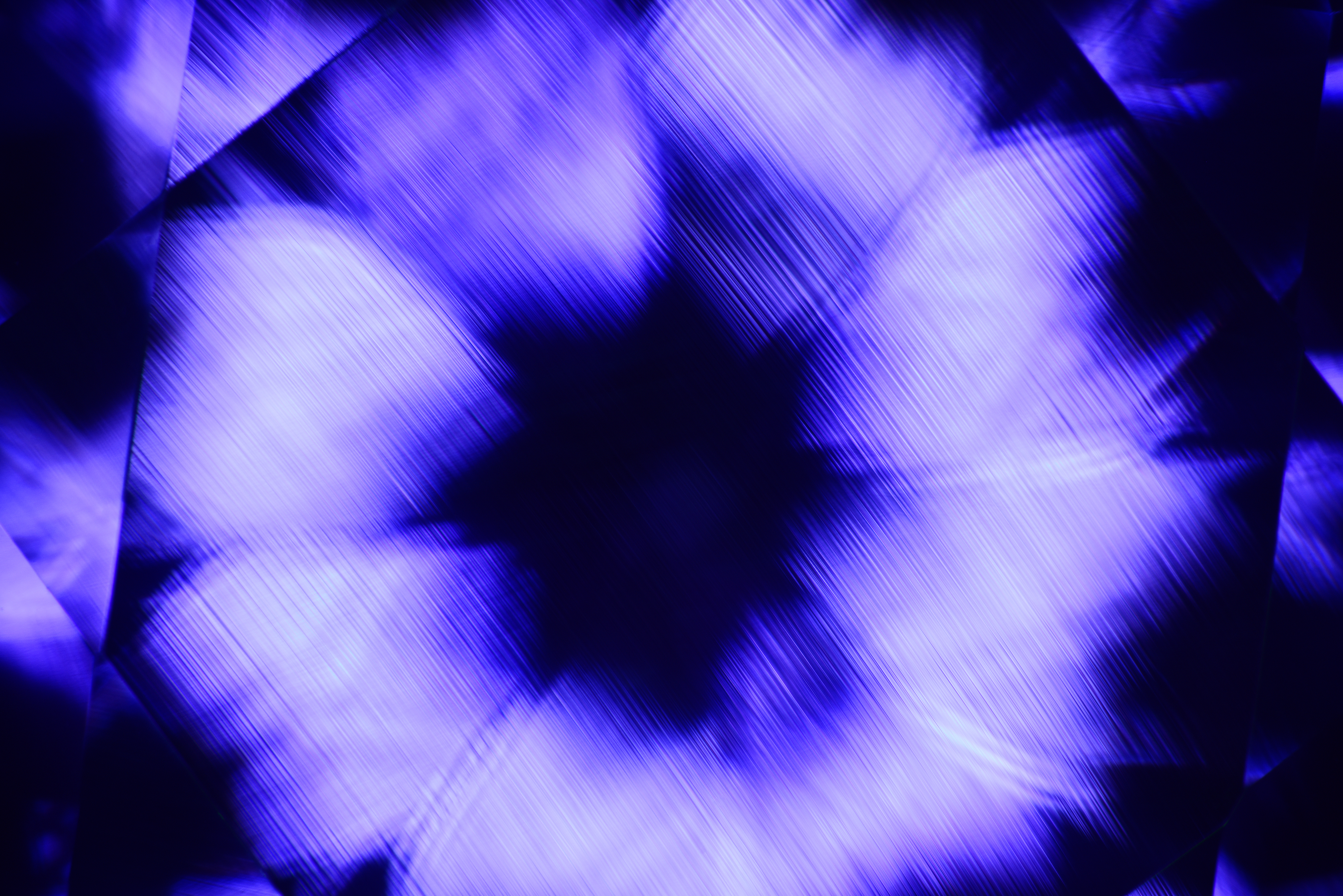
A curvatura observada nesta safira sintética que muda de cor é devida a um processo conhecido como processo de Verneuil ou fusão por chama.

Durante o processo Verneuil para a síntese de gemas, um material fino e triturado é aquecido a temperaturas extremamente altas. O mineral em pó é então derretido (ou uma mistura metálica é queimada diretamente em uma chama de oxigênio), cujo resíduo goteja por um forno até uma “boule.” A boule, onde o coríndon ou a espinela esfriam e se cristalizam, gira e, assim, cria estrias curvas, que são um indicativo diagnóstico de uma gema criada em laboratório: coríndon natural não apresenta estrias curvas.
Da mesma forma, pedras naturais, especialmente minerais de berilo, apresentam pequenas falhas – pequenas fissuras planas onde a orientação cristalina da gema muda abruptamente. A formação natural de gemas tende a dispor os minerais em camadas cristalinas regulares, enquanto muitas gemas produzidas sinteticamente têm uma estrutura amorfa, semelhante ao vidro. Sintéticos produzidos pelo processo Verneuil geralmente não apresentam falhas ou, se apresentam, exibem superfícies curvas e onduladas em vez de planas.

## Institutos e laboratórios

### Institutos
- Sociedade Americana de Gemas – AGS
- Instituto Asiático de Ciências Gemológicas – AIGS
- Associação Gemológica Canadense – CGA
- Instituto Canadense de Gemologia – CIG
- Ciência Gemológica Internacional – GSI
- Associação Gemológica da Austrália – GAA
- Associação Gemológica da Grã-Bretanha – Gem-A
- Instituto Gemológico da América – GIA
- Instituto Nacional de Gemologia – ING
- Escola Internacional de Gemologia – ISG
- Hoge Raad para Diamante – HRD
- Instituto Gemológico Internacional – IGI
- Instituto Gemológico Italiano – IGI
- Instituto de Comércio de Gemas – IGT [18]
- Instituto Gemológico da Índia – GII
- Centro Gemológico da Indonésia – COG
- Instituto Gemológico Suíço – SSEF

### Laboratórios comerciais
- Laboratório Avançado de Testes de Gemas – AGTL
- Laboratórios Gemológicos Americanos – AGL
- Laboratório Gemológico Europeu – EGL
- Laboratório de Gemas de Gübelin – GGL
- Laboratório Francês de Gemologia – LFG
- Laboratório profissional de testes de pedras preciosas – PGTL
- Laboratório de testes de gemas do Himalaia – HGTL
- Laboratórios Gemológicos Universais – GCI